# Aiguille de l'Éboulement
L'Aiguille de l'Éboulement (3.599 m s.l.m.) è una montagna del Gruppo di Leschaux nel Massiccio del Monte Bianco. Si trova lungo la frontiera tra l'Italia (Valle d'Aosta) e la Francia (Alta Savoia).

## Toponimo

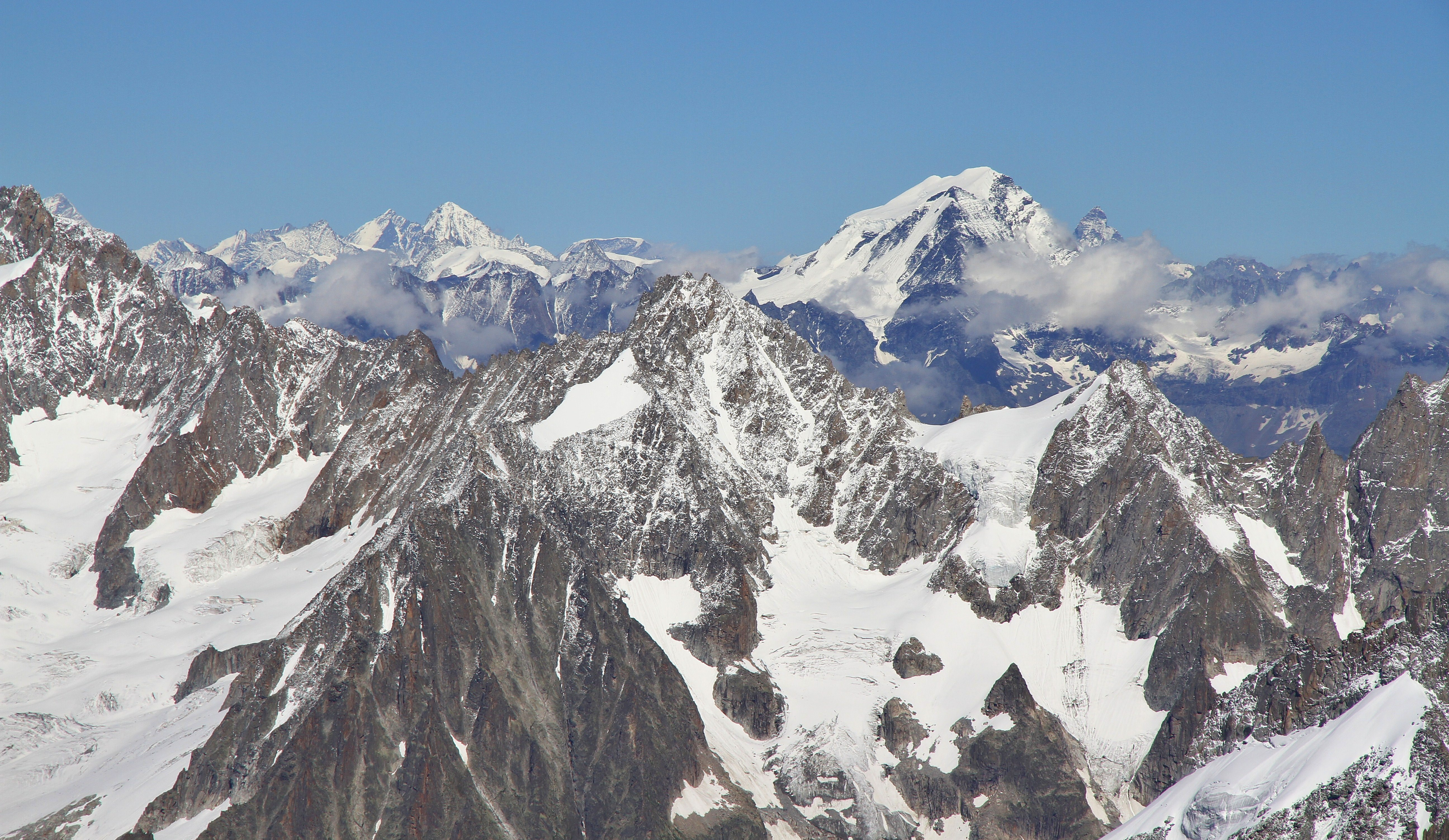
In primo piano il Ghiacciaio di Pierre-Joseph con sopra l'Aiguille de Talèfre (verso sinistra) e l'Aiguille de l'Éboulement (verso destra). Sullo sfondo il Grand Combin.

Il toponimo in lingua francese, éboulement, significa "guglia della frana" e si riferisce ad un grande evento franoso avvenuto sulla montagna nel 1717.

## Caratteristiche
La montagna si colloca tra l'Aiguille de Leschaux e l'Aiguille de Talèfre. Dal versante francese scende il Ghiacciaio di Pierre-Joseph tributario del Ghiacciaio di Leschaux mentre nel versante italiano si trova il Ghiacciaio di Triolet.